# Pilocrocis subcandidalis
Pilocrocis subcandidalis là một loài bướm đêm trong họ Crambidae.